# Цейтлин, Лев Моисеевич
Лев Моисе́евич Це́йтлин (1881—1952) ― советский скрипач и педагог. Заслуженный деятель искусств РСФСР (1927). Доктор искусствоведения (1941). 

## Биография
Родился 3 (15 марта) 1881 года в Тифлисе (ныне Тбилиси, Грузия), в семье ювелира Моисея Симоновича Цейтлина. Его дед, Симон Цейтлин, также был известным ювелиром. Младший брат скульптора Александра Моисеевича Цейтлина (1872—1946), проживавшего в эмиграции в США. Начинал учиться играть на скрипке в Тифлисе, у Е. А. Колчина.
В 1901 году окончил Петербургскую консерваторию, где учился у Л. С. Ауэра.
В 1902―1905 годах жил в Париже, где обучался музыкально-теоретическим предметам у Ш. Борда, В. Врёльса и В. д’Энди в Schola Cantorum de Paris. Затем учился в Брюсселе у Эжена Изаи и работал концертмейстером парижского Оркестра Колонна.
В 1906 году во время гастролей в России встретил пианистку Веру Константиновну Розину (вскоре ставшую его женой), и решил остаться. Работал концертмейстером оркестра Театра Зимина, а в 1908―1917 годах — солистом-концертмейстером симфонического оркестра С. А. Кусевицкого. После Октябрьской революции 1917 года Цейтлин — стал активным участником строительства советской музыкальной культуры.
В 1918―1920 годах — профессор Музыкально-драматического института, в 1920―1952 годах — профессор Московской консерватории, заведующий кафедрой скрипки. Одновременно преподавал в Ленинградской консерватории и в Московской Центральной Музыкальной Школе для одарённых детей.
По его инициативе в 1922 году был организован первый в мире симфонический ансамбль без дирижёра, Персимфанс — первоклассный оркестр, сыгравший за годы своего существования (1922―1932) большую роль в музыкальной жизни Москвы. Был концертмейстером образовавшегося в 1936 году Госоркестра СССР и оркестра Большого Театра.
Как педагог, Цейтлин — один из основоположников советской скрипичной школы. Среди его учеников: Р. Б. Баршай, Б. Э. Гольдштейн, Б. В. Беленький, А. К. Тер-Габриэлян, М. Л. Затуловский, Б. С. Фишман, С. И. Фурер, И. А. Шпильберг, Галина Баринова, А. Н. Горохов.
Заслуженный деятель искусств РСФСР (1927). Доктор искусствоведения (1941). Член КПСС с 1941 года.
В последние годы жизни пострадал от широкой антисемитской кампании, когда его отстранили от работы преподавателя Ленинградской консерватории, лишили места заведующего кафедрой скрипки в Московской консерватории, и перестали давать новых учеников.
Умер 9 января 1952 года в Москве. Похоронен на Введенском кладбище (18 уч.).

## Семья
- Первая жена (1909—1925) — Вера Константиновна Розина-Цейтлин (1878—1943), пианистка, выпускница Петербургской консерватории, ученица Р. М. Глиэра. Дети — Константин (1912—1988), инженер-изобретатель, дирижаблестроитель, и Ирина (1920—2005), филолог, переводчик.
- Вторая жена (1925—1935) — Елизавета Борисовна Брюхачёва (1898—1969), пианистка, заведующая кафедрой аккомпанемента («концертмейстерский класс») Московской консерватории. Дочь Наталья — редактор, научный сотрудник Библиотеки им. Ленина.
- Третья жена (1936—1940) — Галина Александровна Цейтлина (1912 — ?), студентка МГПИИЯ.

## Награды
- заслуженный деятель искусств РСФСР (1927)
- два ордена Трудового Красного Знамени (03.06.1937 — за выдающиеся заслуги в области подготовки музыкальных кадров, 28.12.1946)
- ещё один орден и медали